# مارسيلو ديلجادو
مارسيلو ديلجادو (بالإسبانية: Marcelo Alejandro Delgado)‏ (مواليد 24 مارس 1973) هو لاعب كرة قدم. يلعب مع منتخب الأرجنتين لكرة القدم. سبق له أن لعب في كأس العالم لكرة القدم مع منتخب بلاده.

## مسيرته الكروية
لعب مارسيلو ديلجادو خلال مسيرته الاحترافية مع 6 أندية في اثنين وعشرين موسمًا وسجل خلالها 130 هدف ضمن 487 مباراة. ولم يفز بأي موسم بالكأس وفاز في موسمين بالدوري.
خاض مارسيلو ديلجادو مسيرته مع نادي روزاريو سنترال في موسم 1990–91 ليلعب معه أربعة مواسم، مشاركًا في 114 مباراة سجل خلالها 23 هدفًا. ثم انتقل إلى نادي كروز آزول في موسم 1994–95 في المرة الأولى لمدة موسم واحد ثم في موسم 2003–04 ولمدة موسمين، حيث شارك طوالها في 74 مباراة سجل خلالها 23 هدفًا أيضًا. لينتقل بعدها إلى نادي راسينغ في موسم 1995–96 ليلعب معه خمسة مواسم، مشاركًا في 118 مباراة سجل خلالها 39 هدفًا. ثم انتقل إلى نادي بوكا جونيورز في موسم 1999–00 في المرة الأولى ليلعب معه أربعة مواسم ثم في موسم 2004–05 واستمر معه طيلة ثلاثة مواسم، مشاركًا طوالها في 127 مباراة سجل خلالها 31 هدفًا. هذا وانتقل لاحقًا إلى نادي أتليتيكو بيلغرانو في موسم 2006–07 لمدة موسم واحد، مشاركًا في 14 مباراة سجل خلالها 4 أهداف. ثم انتقل بعدها إلى نادي برشلونة في عامي 2007-2009 ولمدة موسمين، مشاركًا في 40 مباراة سجل خلالها 10 أهداف.

## روابط خارجية
- مارسيلو ديلجادو على موقع الاتحاد الدولي (مؤرشف)  (الإنجليزية)
- مارسيلو ديلجادو على موقع الاتحاد الأوربي (الإنجليزية)
- مارسيلو ديلجادو على موقع قاعدة بيانات كرة القدم.إي يو (الإنجليزية)
- مارسيلو ديلجادو على موقع ناشيونال فوتبول تيمز (الإنجليزية)
- مارسيلو ديلجادو على موقع أوليمبيديا (الإنجليزية)